# Miskom
Miskom is een dorp in de Belgische provincie Vlaams-Brabant. Samen met Kersbeek vormt het Kersbeek-Miskom, een deelgemeente van Kortenaken. Ten oosten van Miskom ligt het gehucht Vroente.

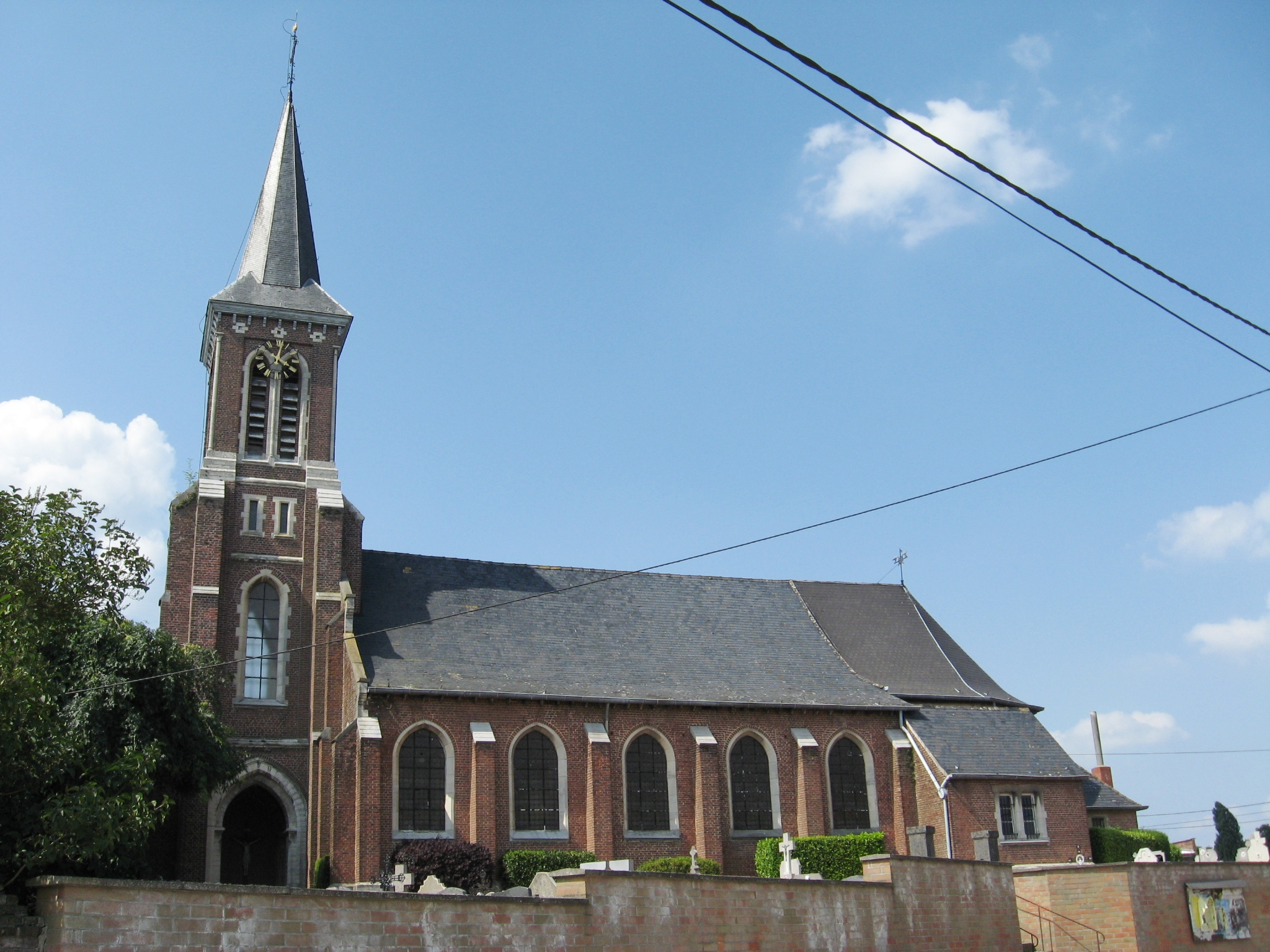
Sint-Germanuskerk

## Geschiedenis
Op de Ferrariskaart uit de jaren 1770 is de plaats weergegeven als het dorp Miscum.
Op het eind van het ancien régime werd Miskom een gemeente. In 1825 werd de gemeente al opgeheven en samengevoegd met Kersbeek tot de nieuwe gemeente Kersbeek-Miskom.

## Bezienswaardigheden
De Sint-Germanuskerk is geen parochiekerk meer, er is nog wel een kapel ingericht. De rest van de kerk biedt, tezamen met de parochiezaal, onderdak aan het Museum voor Volksdevotie. Het dorp Miskom, met kerk, schooltje en pastorij, is sinds 2001 een beschermd dorpsgezicht.

## Natuur en landschap
Miskom ligt aan de Velp en de hoogte, bij de kerk, bedraagt 48 meter.

## Geboren
- Jozef Schils (1931-2007), wielrenner.

## Nabijgelegen kernen
Kersbeek, Kortenaken, Ransberg
Deelgemeenten: Hoeleden · Kersbeek-Miskom · Kortenaken · Ransberg · Waanrode

Overige dorpen en gehucht: Kersbeek · Miskom · Stok · Vroente

Belgische gemeenten · Arrondissement Leuven · Vlaams-Brabant · Vlaanderen